# A boy from nowhere
A boy from nowhere is een lied van Tom Jones dat werd geschreven door Mike Leander en Edward Seago. Hij bracht het in 1987 uit op een single die ook in België en Nederland in de hitlijsten terechtkwam.
Piet Veerman bracht het nummer in 1991 uit op een single en eveneens op zijn album Future (1991). Hetzelfde deed Dries Roelvink in 1995, met voor hem een plek op zijn album Two different worlds (1995). Geen van beide zangers behaalde een hitnotering met hun single.

## Hitlijsten (Tom Jones)
De single van Tom Jones kwam op nummer 2 van de Britse hitlijst. Ook kwam het nummer in de Belgische en Nederlandse hitlijsten te staan.
Nederlandse Nationale Hitparade
| Hitnotering: 6-6-1987 t/m 4-7-1987 | Hitnotering: 6-6-1987 t/m 4-7-1987 | Hitnotering: 6-6-1987 t/m 4-7-1987 | Hitnotering: 6-6-1987 t/m 4-7-1987 | Hitnotering: 6-6-1987 t/m 4-7-1987 | Hitnotering: 6-6-1987 t/m 4-7-1987 | Hitnotering: 6-6-1987 t/m 4-7-1987 |
| Week:                              | 1                                  | 2                                  | 3                                  | 4                                  | 5                                  |                                    |
| ---------------------------------- | ---------------------------------- | ---------------------------------- | ---------------------------------- | ---------------------------------- | ---------------------------------- | ---------------------------------- |
| Positie:                           | 81                                 | 81                                 | 89                                 | 79                                 | 98                                 | uit                                |

Vlaamse Ultratop 30
| Hitnotering: 6-6-1987 t/m 8-8-1987 | Hitnotering: 6-6-1987 t/m 8-8-1987 | Hitnotering: 6-6-1987 t/m 8-8-1987 | Hitnotering: 6-6-1987 t/m 8-8-1987 | Hitnotering: 6-6-1987 t/m 8-8-1987 | Hitnotering: 6-6-1987 t/m 8-8-1987 | Hitnotering: 6-6-1987 t/m 8-8-1987 | Hitnotering: 6-6-1987 t/m 8-8-1987 | Hitnotering: 6-6-1987 t/m 8-8-1987 | Hitnotering: 6-6-1987 t/m 8-8-1987 | Hitnotering: 6-6-1987 t/m 8-8-1987 | Hitnotering: 6-6-1987 t/m 8-8-1987 | Hitnotering: 6-6-1987 t/m 8-8-1987 |
| Week                               | 1                                  | 2                                  | 3                                  | 4                                  | 5                                  | 6                                  | 7                                  | 8                                  | 9                                  | 10                                 |                                    |                                    |
| ---------------------------------- | ---------------------------------- | ---------------------------------- | ---------------------------------- | ---------------------------------- | ---------------------------------- | ---------------------------------- | ---------------------------------- | ---------------------------------- | ---------------------------------- | ---------------------------------- | ---------------------------------- | ---------------------------------- |
| Positie:                           | 23                                 | 16                                 | 16                                 | 11                                 | 11                                 | 15                                 | 21                                 | 24                                 | 27                                 | 37                                 | uit                                |                                    |

Vlaamse VRT Top 30
| Hitnotering: 6-6-1987 t/m 1-8-1987 | Hitnotering: 6-6-1987 t/m 1-8-1987 | Hitnotering: 6-6-1987 t/m 1-8-1987 | Hitnotering: 6-6-1987 t/m 1-8-1987 | Hitnotering: 6-6-1987 t/m 1-8-1987 | Hitnotering: 6-6-1987 t/m 1-8-1987 | Hitnotering: 6-6-1987 t/m 1-8-1987 | Hitnotering: 6-6-1987 t/m 1-8-1987 | Hitnotering: 6-6-1987 t/m 1-8-1987 | Hitnotering: 6-6-1987 t/m 1-8-1987 | Hitnotering: 6-6-1987 t/m 1-8-1987 |
| Week                               | 1                                  | 2                                  | 3                                  | 4                                  | 5                                  | 6                                  |                                    | 7                                  | 8                                  |                                    |
| ---------------------------------- | ---------------------------------- | ---------------------------------- | ---------------------------------- | ---------------------------------- | ---------------------------------- | ---------------------------------- | ---------------------------------- | ---------------------------------- | ---------------------------------- | ---------------------------------- |
| Positie:                           | 17                                 | 12                                 | 18                                 | 13                                 | 15                                 | 20                                 | uit                                | 26                                 | 25                                 | uit                                |